# Michal Bezpalec
Michal Bezpalec (Strakonice, 19 settembre 1996) è un calciatore ceco, difensore del Táborsko.

## Caratteristiche tecniche
In carriera ha ricoperto diversi ruoli, ma la sua posizione preferita è quella di difensore centrale.

## Carriera

### Club

#### Gli inizi
Dopo aver completato la trafila delle giovanili con il Dukla Praha, debutta in prima squadra il 30 aprile 2016, a diciannove anni, nel match pareggiato per 2-2 sul campo del Příbram, subentrando al 90' a Daniel Tetour.
Resta nella squadra della capitale per quattro stagioni, totalizzando settantadue gare fra campionato e coppa, realizzando una marcatura e servendo tre assist.

#### Nieciecza
Il 1 luglio 2019 passa da svincolato al Bruk-Bet Termalica Nieciecza, club polacco militante in I liga (seconda divisione). Con gli arancioni conquista subito al primo anno i playoff per la promozione in Ekstraklasa, ma vengono sconfitti in semifinale dal Warta Poznań. Alla seconda stagione, tuttavia, arriva un importante secondo posto in classifica che permette al Nieciecza di tornare nella massima divisione polacca dopo tre anni.

### Nazionale
Ha fatto parte della nazionale Under-21 di calcio della Repubblica Ceca.